# Mirali Seyidov
Mirali Miralakbar oglu Seyidov (en azerí: Mirəli Mirələkbər oğlu Seyidov; Ereván, 5 de mayo de 1918 - Bakú, 26 de abril de 1992) fue un crítico y turcólogo de Azerbaiyán, miembro de la Unión de Escritores de Azerbaiyán.

## Biografía
Mirali Seyidov nació el 5 de mayo de 1918 en la ciudad de Ereván. Entre 1938 y 1944 estudió en el Departamento azerbaiyano de la Universidad Pedagógica Estatal de Armenia. Al mismo tiempo estudió en el Departamento Oriental de la Universidad Estatal de Ereván entre 1941 y 1945. Durante esos años, trabajó como corrector, trabajador literario, jefe del departamento de jóvenes, subsecretario, comisionado de prensa en la redacción del periódico "Armenia soviética".
Trabajó como Jefe del Departamento de Literatura Azerbaiyana Medieval del Museo Nacional de Literatura de Azerbaiyán de la Academia Nacional de Ciencias de Azerbaiyán (1945–1953), investigador principal en el Departamento Medieval del Instituto de Lengua y Literatura (1953–1960) y en el Departamento de Relaciones Literarias (1960–1967), Jefe del Departamento (1967–1980), Jefe del departamento de mitología y folclore medieval de Azerbaiyán (1980–1988), investigador principal en el Departamento de Creatividad Popular del Instituto (desde 1987 ).
Mirali Seyidov comenzó su actividad literaria en 1941 con reseñas y ensayos publicados en el periódico "Armenia soviética". En 1952 defendió su tesis doctoral sobre "La creatividad de Sayat-Nová" y en 1967  sobre "Las relaciones literarias entre Azerbaiyán y Armenia (desde los primeros tiempos hasta finales del siglo XVIII)".
Mirali Seyidov falleció el 26 de abril de 1992 en la ciudad de Bakú y fue enterrado en el Segundo Callejón de Honor.